# Kunz von der Rosen

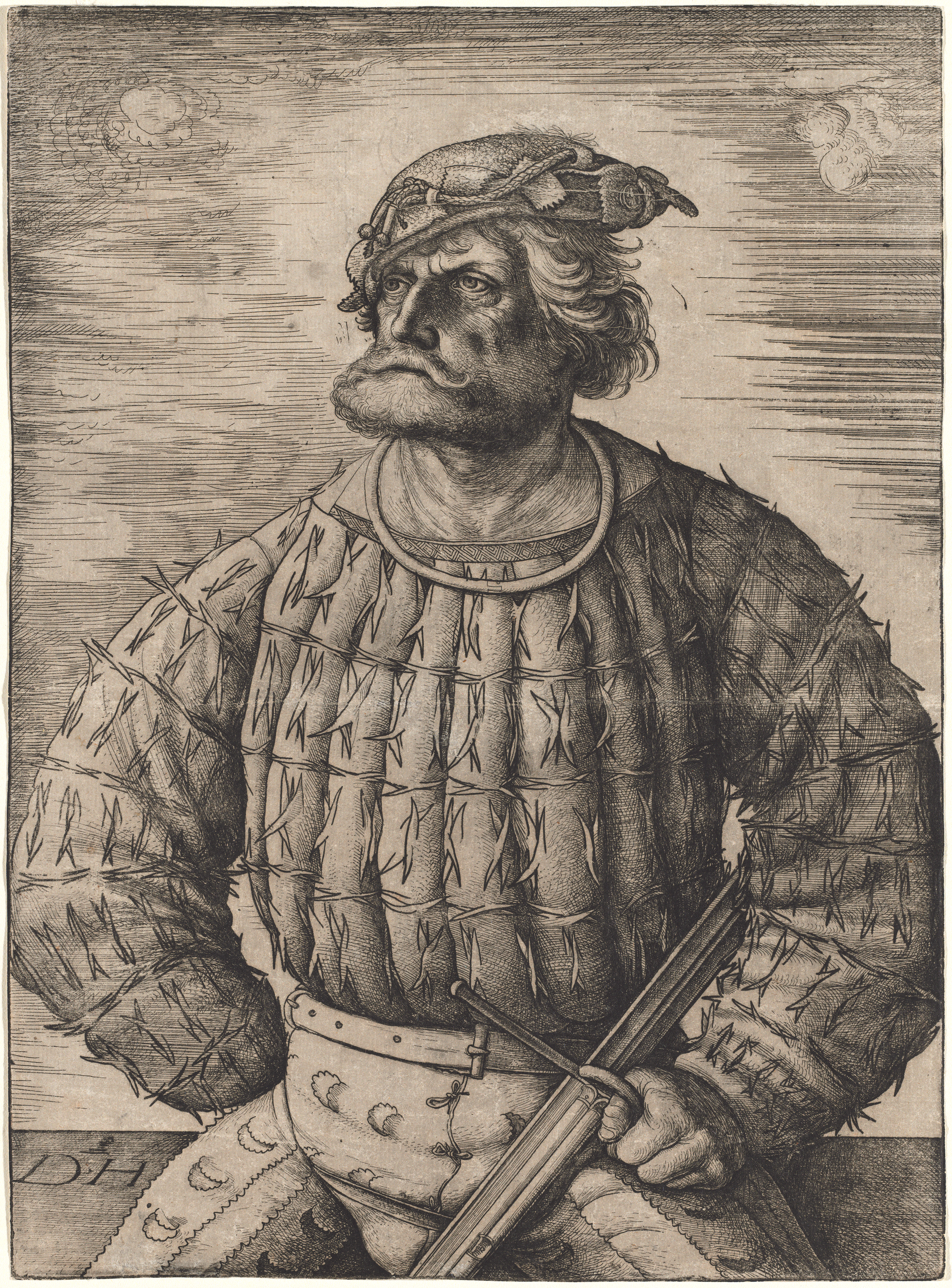
Kunz von der Rosen, Radierung von Daniel Hopfer, im Bestand der National Gallery of Art

Kunz von der Rosen (* um 1470 in Kaufbeuren; † 1519) war Berater des deutschen Königs und späteren Kaisers Maximilians I. Er genoss Maximilians besonderes Vertrauen und war mit Redefreiheit bei Hofe privilegiert.

## Leben

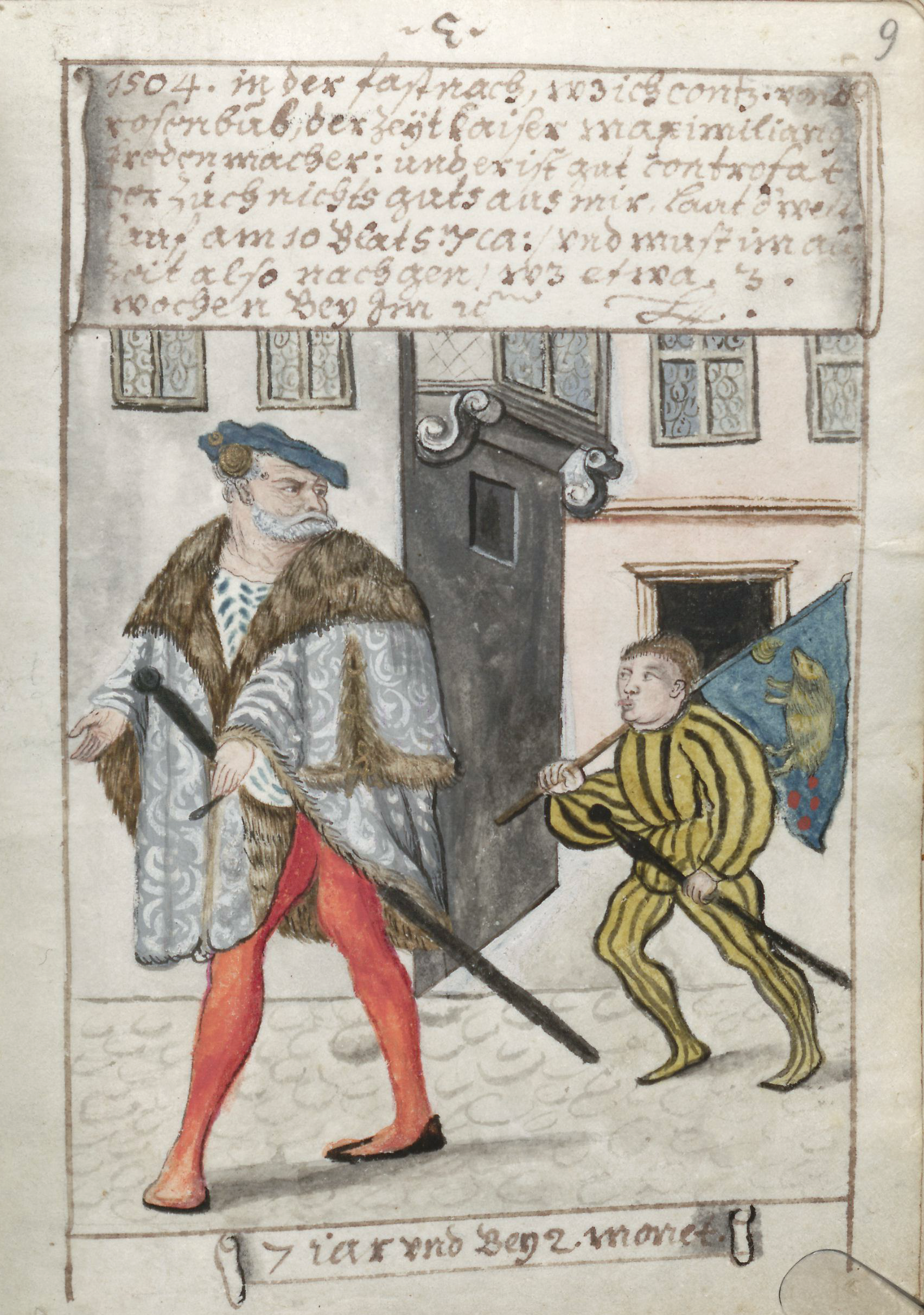
Kunz von der Rosen mit „Eskortenkind“ Matthäus Schwarz im Karneval 1504

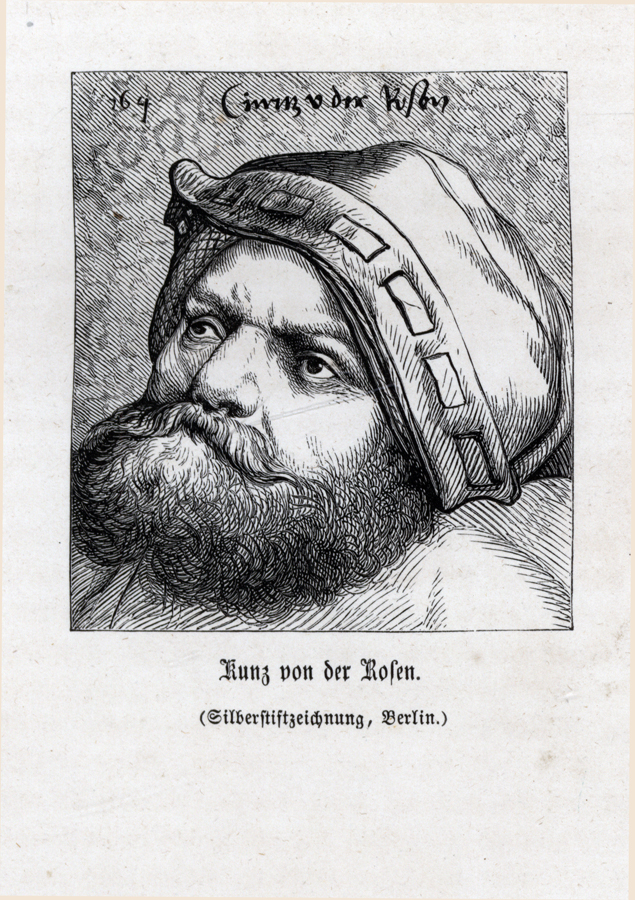
Kunz von der Rosen, nach einer Silberstiftzeichnung von Hans Holbein d. Ä.

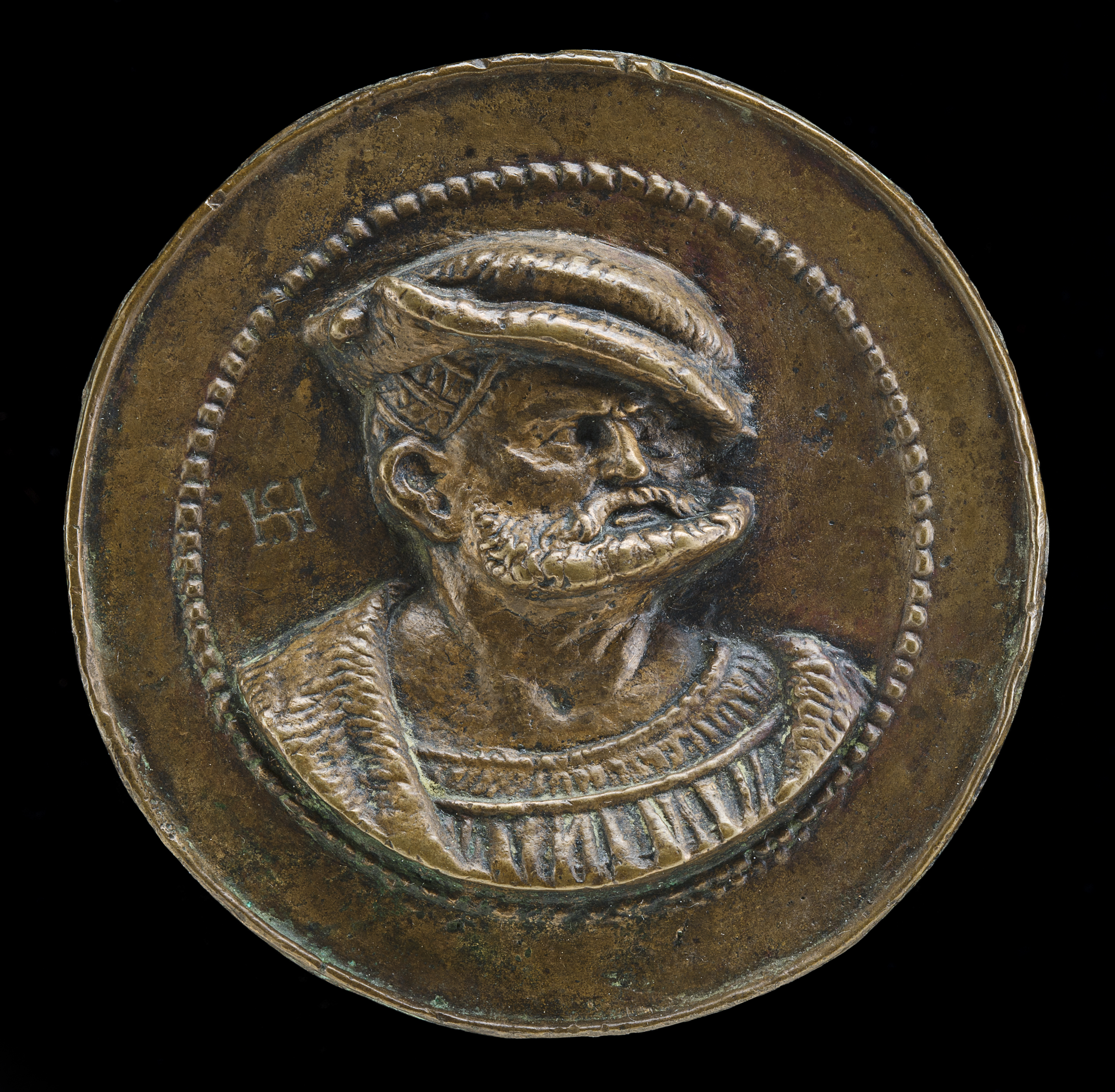
Kunz von der Rosen, Porträtmedaille von Hans Schwarz, National Gallery of Art

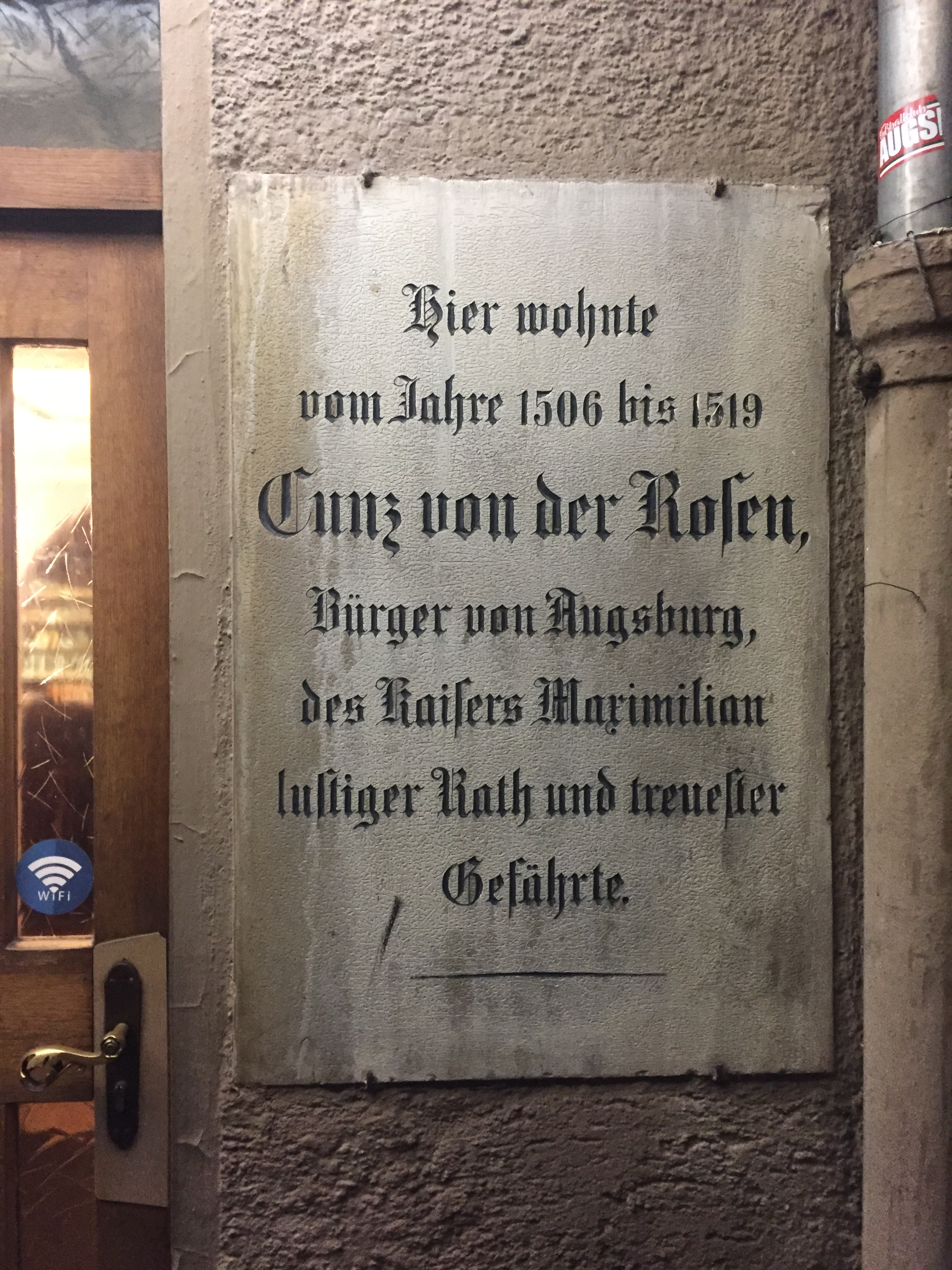
Inschrift an seinem Wohnhaus in Augsburg, Jesuitengasse 18

Bekannt wurde Kunz von der Rosen durch eine Reihe von Wagstücken und Streichen. Unter anderem versuchte er den 1488 in Brügge gefangenen König Maximilian I. aus der dortigen Haft zu befreien, indem er sich als Priester verkleidet zu ihm bringen ließ, wo er mit Maximilian die Kleider tauschen und ihm so zur Flucht verhelfen wollte. Maximilian lehnte das Angebot jedoch als unehrenhaft ab. Auch ist überliefert, dass er unangemessene Gastgeschenke des venezianischen Gesandten zerschlug und dass er bei einem zur Hochzeit des Markgrafen Casimir von Brandenburg veranstalteten Turnier Zuschauer in einen Wassertrog stürzte.
Kunz galt als intelligenter Mann, der es verstand, durch seine Späße und seine Anmerkungen nicht selten zum Nachdenken anzuregen: So wurde er einmal  befragt, was er von einem Friedensangebot halte. Von der Rosen antwortete darauf mit der Frage, wie alt er geschätzt werde. Nach einigen Versuchen sagte er, dass er schon über 200 Jahre alt sei, da er schon mindestens zwei Friedensangebote habe in Kraft treten sehen, die beide über jeweils 100 Jahre abgeschlossen wurden.
Seine Grabstätte befindet sich in der St.-Anna-Kirche in Augsburg.

## Bildnis
Von Kunz von der Rosen ist durch eine Radierung seines Zeitgenossen Daniel Hopfer ein Bildnis überliefert, das um das Jahr 1515 geschaffen wurde. Dieses Porträt ist dadurch bekannt, dass es in zahlreichen Publikationen bis heute irrtümlich als Porträt des Seeräubers Klaus Störtebeker bezeichnet wird, nachdem es ein geschäftstüchtiger Kunsthändler im Jahr 1682 hierfür umgewidmet hatte.

## Literarische Bearbeitungen
1844 erschien Gustav Freytags Stück Die Brautfahrt oder Kunz von den Rosen, ein Lustspiel über Kaiser Maximilian, für das er den Preis der Berliner Hofbühne gewann.
Heinrich Heine beschreibt im Schlusswort zu seinen Englischen Fragmenten (1830), dem letzten Text seiner Reisebilder, Kunz von der Rosen in einer Anekdote im Gespräch mit Kaiser Maximilian I. (von Heine irrtümlich Kaiser Karl V. genannt), wo von der Rosen verkleidet in des Kaisers Kerkerzelle gelangt, um ihm Zepter und Krone zu überreichen und ihn zu befreien. Der Kaiser jedoch lehnt ab und fragt: „Bin ich denn wirklich Kaiser? Ach, es ist ja der Narr, der es mir sagt!“ Dieser Text steht im Zusammenhang mit Heines Kritik an Restauration nach dem Wiener Kongress und der Hoffnung auf den Anbruch einer „neuen Zeit“, wie er Kunz von der Rosen sagen lässt. Diese ist gekennzeichnet durch die Verwirklichung der Postulate der Französischen Revolution: Freiheit, Gleichheit, Brüderlichkeit.

## Rezeption
Wenn sich Kunz von der Rosen (in Anekdoten) selbst als „Narr“ bezeichnete, geschah dies in Ironie, die aber immer vom hohen Selbstwertgefühl eines kaiserlichen Vertrauten getragen wurde. Von der Rosen zeichnete sich durch ein hohes Maß an natürlichem Witz aus, hatte jedoch einen ehrenwerten Charakter, verletzte durch seine „Scherze“ nie den Anstand und die guten Sitten und war in jeder Hinsicht eine achtbare Persönlichkeit. Auch wenn er später wiederholt, z. B. in literarischen Bearbeitungen, als (Hof-)Narr bezeichnet und charakterisiert wurde, stellten ihn zeitgenössische Abbildungen nie in Narrentracht dar, sondern vielmehr in männlich-ritterlicher Weise, am augenfälligsten in Hopfers Darstellung mit Barett, gerissenem Wams und Schwert.